# Cumáceos
Cumáceos (Cumacea; Cuma do grego embrião; acea sufix. de ordem) é uma ordem de pequenos crustáceos peracáridos que habitam águas salgadas e eventualmente águas salobras e doce. A ordem Cumacea é caracterizada por possuir uma carapaça que cobre pelo menos três segmentos torácicos. Possuem distribuição mundial e incluem cerca de 1.500 espécies, das quais a maioria mede entre 0,1 e 2 centímetros de comprimento, embora algumas espécies de águas geladas possam alcançar 3 centímetros. Vivem associados aos sedimentos do fundo, mas conseguem nadar e provavelmente deixar o fundo para reproduzir-se. A maioria é representada por depositívoros ou predadores da meiofauna, outros se alimentam da película orgânica dos grãos de areia. Diferente dos outros Peracarida, possui três pares de Maxilípedes.

## Histórico
O primeiro Cumacea foi descrito em 1780 por Ivan Ivanovich Lepekhin  como um estranho Isópodo e foi dado o nome de Oniscus scorpioides. Em 1804 o pesquisador Montago acreditando não se tratar de um isópodo, trocou Oniscus scorpioides de gênero passando a se chamar Cancer scorpioides (Atualmante Diastylis scorpioides ). Por muito tempo acreditava-se que os exemplares de Cancer scorpioides fossem na verdade larvas de Decapoda, pois havia um rumor que o professor Alexander Agassiz havia obtido exemplares de Cancer scorpioides a partir de ovos Decapoda. Milne-Edwards não acreditava que esses animais fossem larvas mas sim animais adultos e em 1828 descreve o gênero e espécie Cuma audouinii. A afirmação de que Cancer scorpioides fosse uma larva  de Decapoda foi desmentida com a descrição de Cuma nasica Kröyer, 1841, o qual são descritas e desenhadas fêmeas ovígeras, confirmando assim se tratar de animais adultos. Após a descrição de várias outras espécies para o gênero Cuma, a ordem Cumacea foi finalmente descrita em 1846.

## Lista de famílias
- Bodotriidae Scott, 1901
- Ceratocumatidae Calman, 1905
- Diastylidae Bate, 1856
- Gynodiastylidae Stebbing, 1912
- Lampropidae Sars, 1878
- Leuconidae Sars, 1878
- Nannastacidae Bate, 1866
- Pseudocumatidae Sars, 1878